# Bruno Frétin

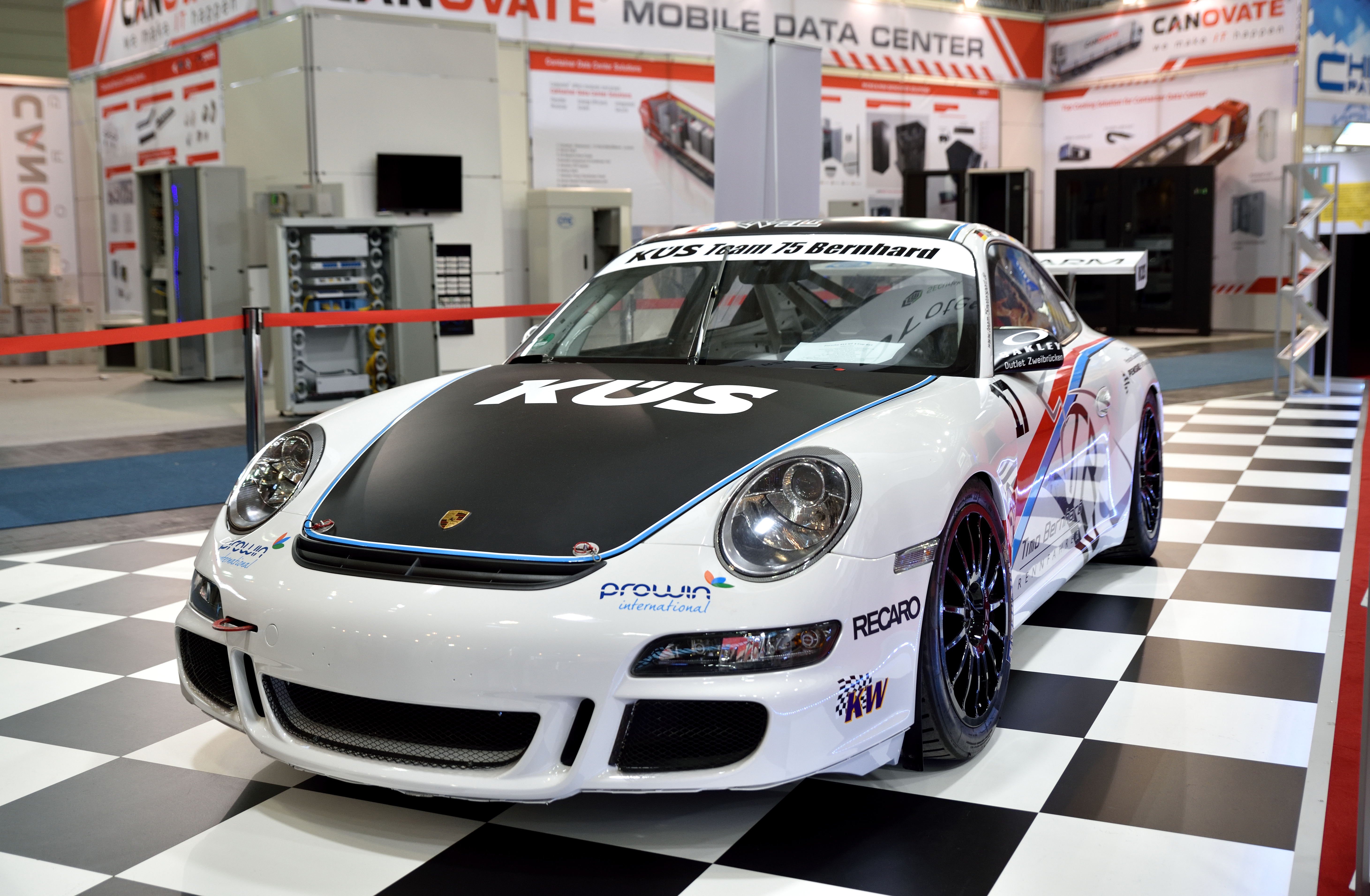
Auf einem Porsche 911 GT3 Cup startete Bruno Frétin in der 24H Series

Bruno Frétin (* 1971) ist ein französischer Unternehmer und Autorennfahrer. Er ist der Bruder von Benôit Frétin.

## Unternehmer
Bruno Frétin ist Geschäftsführer von Hydrapro. Das Unternehmen mit Sitz in Rennes, vertreibt Produkte zur Reinigung, Desinfektion und Filtern des Wassers von Schwimmbädern. Hydrapro gehört zum YDEO-Industriekonzern, der von seinem Bruder Benôit 1995 gegründet wurde.

## Karriere als Rennfahrer
Bruno Frétin begann zu Beginn der 2010er-Jahre als Amateur-Rennfahrer mit dem Motorsport. Gemeinsam mit seinem Bruder fuhr er bis 2019 einen Porsche 911 GT3 Cup in der 24H Series. Die beste Platzierung war der zweite Rang in der 997-Klasse beim 24-Stunden-Rennen von Barcelona 2012.